# Echinopepon
Echinopepon là một chi thực vật có hoa trong họ Cucurbitaceae.

## Loài
Chi Echinopepon gồm các loài: